# Geórgios Tsolákoklu
Geórgios Tsolákoklu (em grego: Γεώργιος Τσολάκογλου; 1886 — 1948) foi um político da Grécia. Ocupou o cargo de primeiro-ministro da Grécia entre 29 de Abril de 1941 a 2 de Dezembro de 1942.